# Landeskommando Hessen
Das Landeskommando Hessen (LKdo HE) in Wiesbaden ist seit dem 9. März 2007 die oberste territoriale Kommandobehörde der Bundeswehr in Hessen. Sein Kommandeur ist erster Ansprechpartner der Hessischen Landesregierung im Rahmen der zivil-militärischen Zusammenarbeit.

## Unterstellung
Das Landeskommando ist dem Operativen Führungskommando der Bundeswehr in Berlin unterstellt.

## Auftrag
Das Landeskommando Hessen koordiniert die Amtshilfe der Bundeswehr in Hessen gemäß Grundgesetz Art. 35 Abs. 1 in Form von technisch-logistischer Unterstützung, beispielsweise durch Bereitstellung von Liegenschaften, Transportkapazität und personeller Unterstützung. Andererseits leistet die Bundeswehr auch einen Beitrag im Rahmen der vernetzten, gesamtstaatlichen Sicherheitsvorsorge im Sinne des Artikel 35, Absatz 2 des Grundgesetzes.
Das Landeskommando führt die drei Bezirksverbindungskommandos (BVK)s in den jeweiligen Regierungsbezirken und 26 Kreisverbindungskommandos in den jeweiligen Landratsämtern bzw. Stadtverwaltungen er Kreisfreien Städte, welche ausschließlich mit Reservisten besetzt sind und dort ihre zivilen Gegenüber beraten. Dies dient der Planung, Vorbereitung und Koordination von Amts- und Katastrophenhilfe.
- Es fasst Unterstützungsanforderungen zusammen, bewertet diese und legt sie aufbereitet dem Operativen Führungskommando der Bundeswehr vor.
- Es bereitet die Aufnahme und den Einsatz der Bundeswehrkräfte in Abstimmung mit dem verantwortlichen zivilen Katastrophenschutzstab vor und koordiniert deren Einsatz nach den Vorgaben und Prioritäten der zivilen Seite und verfügt so über ein militärisches Lagebild der eingesetzten und noch verfügbaren Bundeswehrkräfte.
- Koordination von Host Nation Support, gemäß NATO-Truppenstatut im Land durch.
- Koordination der Presse-/Öffentlichkeitsarbeit der Bundeswehr der einzelnen Teilstreitkräfte (TSK) und Organisationsbereiche, sowie der Wehrverwaltungen und des Bereiches Rüstung im Land.
- Beratung der übenden Truppe in landesspezifischen Umweltschutzfragen.
- Fachliche Führung der Standortältesten.

Das LKdo HE nimmt an den LÜKEX-Übungen des Bundesamtes für Bevölkerungsschutz und Katastrophenhilfe teil oder ist Teil von anderen, auch durch das Land Hessen selbst durchgeführten Übungen. So beispielsweise an einer durch das Hessische Ministerium des Innern und für Sport mit den Regierungspräsidien Hessens durchgeführten Übung am 8. September 2017 mit einem Szenario „Hochwasserlage“.
Das LKdo Hessen gestaltet seit einigen Jahren die eigene Übung „REGNET“ (Regionales Netzwerk) als Stabsrahmenübung mit Teilnehmern der zivilen Katastrophenschutzstäben, der Johanniter, Malteser und dem Technischen Hilfswerk (THW). Reale Übungen mit den „Blaulichtorganisationen“ waren beispielsweise die Übungen „Gelbe Ente“ und „Goldene Ente“ auf dem Wasserübungsplatz in Speyer. Für das Deutsche Rote Kreuz (DRK) wird regelmäßig eine Übungsmöglichkeit auf dem Truppenübungsplatz Hammelburg zur Verfügung gestellt.

## Das Wappen
Das Wappen Landeskommando Hessen zeigt im blauen Dreieckschilde den neunmal silbern und rot geteilten steigenden Hessen-Löwen mit goldenen Krallen. Im rechten oberen Wappenfeld beseitet das Hoheitszeichen der Bundeswehr.
Das Wappen symbolisiert die Verbundenheit zum Bundesland Hessen und das gesamte Fähigkeitsspektrum der Bundeswehr um Hessen zu dienen.
Alle Farben entsprechen den Farben des Hessischen Landeswappen, beziehungsweise denen des Hoheitszeichens der Bundeswehr.

## Kommandeure
| Nr. | Name                           | von           | bis           | Anmerkung                       |
| --- | ------------------------------ | ------------- | ------------- | ------------------------------- |
| 7.  | Brigadegeneral Holger Radmann  | 24. Jan. 2025 |               |                                 |
| 6.  | Brigadegeneral Bernd Stöckmann | 6. Okt. 2023  | 24. Jan. 2025 |                                 |
| 5.  | Oberst Siegfried Zeyer         | 11. März 2023 | 6. Okt. 2023  |                                 |
| 4.  | Brigadegeneral Olaf von Roeder | 24. März 2017 | 11. März 2023 |                                 |
| 3.  | Brigadegeneral Eckart Klink    | 9. Nov. 2012  | 24. März 2017 |                                 |
| 2.  | Oberst Bernd Bauer             | 1. Apr. 2009  | 27. Apr. 2012 | Am 29. Dezember 2016 verstorben |
| 1.  | Oberst Wilhelm F. Hundsdörfer  | 9. März 2007  | 31. März 2009 |                                 |